# John Schwartz
John Schwartz (* 27. Oktober 1793 in Sunbury, Northumberland County, Pennsylvania; † 20. Juni 1860 in Washington, D.C.) war ein US-amerikanischer Politiker. In den Jahren 1859 und 1860 vertrat er den Bundesstaat Pennsylvania im US-Repräsentantenhaus.

## Werdegang
John Schwartz erhielt nur eine eingeschränkte Schulausbildung. Danach absolvierte er in Reading bei einem Händler eine Lehre. Nach dem erfolgreichen Abschluss dieser Ausbildung wurde er dessen Teilhaber. Schwartz nahm als Major der amerikanischen Streitkräfte am Britisch-Amerikanischen Krieg von 1812 teil. Danach stellte er Eisenwaren her. Politisch trat er erst Ende der 1850er Jahre als Mitglied der Demokratischen Partei in Erscheinung. Innerhalb seiner Partei gehörte er dem sogenannten Anti-Lecompton-Flügel an.
Bei den Kongresswahlen des Jahres 1858 wurde Schwartz im achten Wahlbezirk von Pennsylvania in das US-Repräsentantenhaus in Washington, D.C. gewählt, wo er am 4. März 1859 die Nachfolge des Republikaners William High Keim antrat. Dieses Mandat konnte er bis zu seinem Tod am 20. Juni 1860 ausüben. Seine Zeit als Kongressabgeordneter war von den Ereignissen im Vorfeld des Bürgerkrieges geprägt.